# Ciudad Nicolás Romero
Ciudad Nicolás Romero – miasto w środkowym Meksyku, w stanie Meksyk. Liczy 317 000 mieszkańców (1 lipca 2014 roku).